# زانقاكاتون (أرارات)
مدينة زانقاكاتون (بالأرمينية:Զանգակատուն) (بالإنجليزية: Zangakatun)‏ هي إحدى المدن التابعة لمقاطعة أرارات في أرمينيا. يقدر عدد سكانها بـ 1186 نسمة حسب الإحصاء الذي جرى عام 2011.